# Obernberg am Brenner

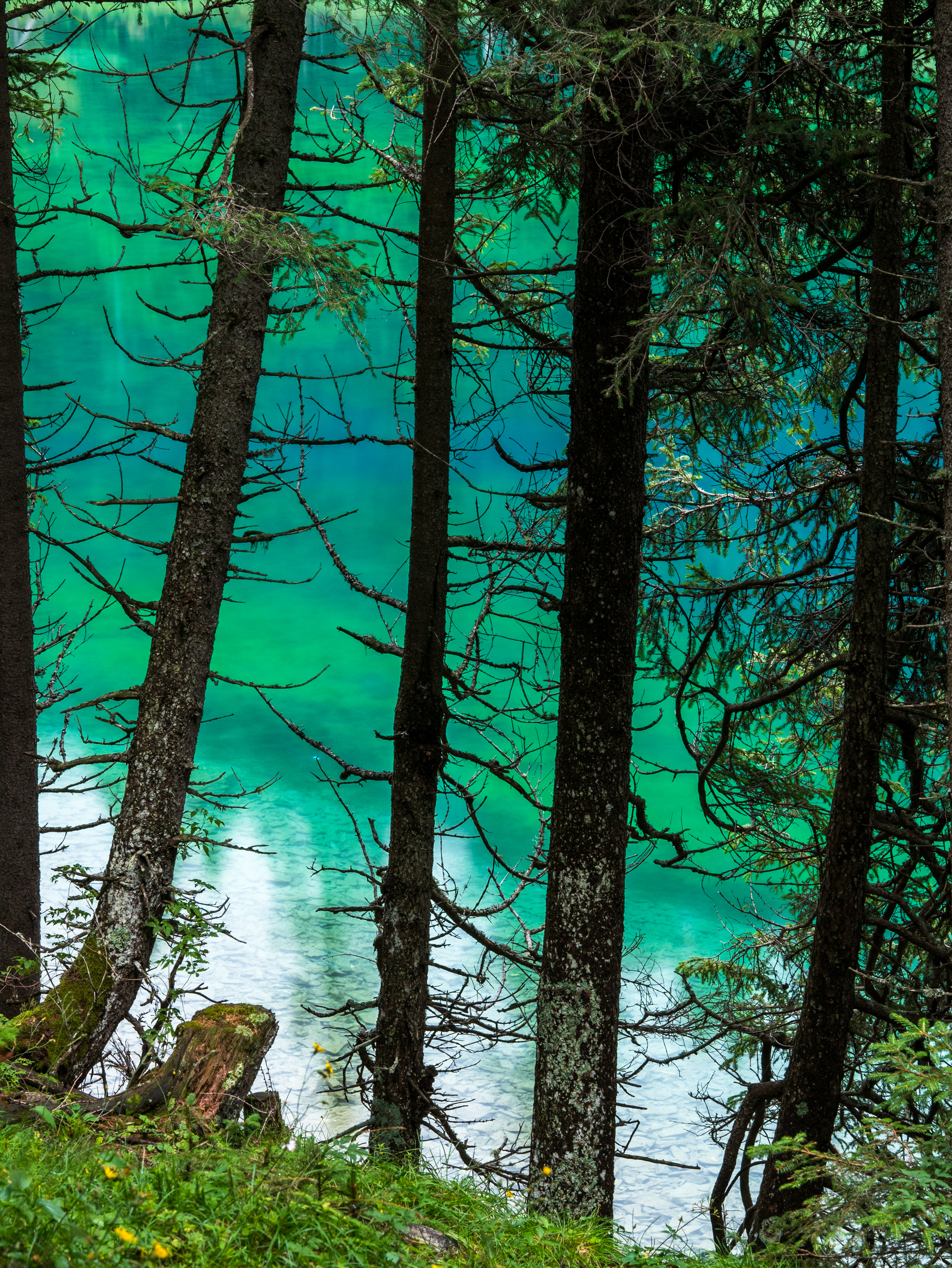
Arbres au bord d'un lac près de Obernberg am Brenner. Juillet 2018.

Obernberg am Brenner est une commune autrichienne du district d'Innsbruck-Land dans le Tyrol.

## Personnalités liées à la communauté
- Heinrich Messner (1939-2023), skieur alpin autrichien.